# Бджолоїдка білогорла
Бджолоїдка білогорла (Merops albicollis) — вид сиворакшоподібних птахів родини бджолоїдкових (Meropidae).

## Поширення
Вид поширений в Західній та Центральній Африці від Сенегалу до Уганди. Трапляється у посушливих відкритих районах з наявністю чагарників або дерев.

## Опис
Дрібний птах, завдовжки 19-21 см. Вага 20-28 г. Задня частина шиї, спина, крила груди та черево зелені. Хвіст блакитно-зелений. Дві центральні кермові пір'їни хвоста довші від інших, можуть сягати до 12 см завдовжки. Верхівка голови чорна. Нижче проходить біла широка смуга від лоба до потилиці. Ще нижче лежить чорна смуга від дзьоба через око до шиї. Горло біле, відокремлене чорною смугою від горла. Дзьоб довгий, зігнутий, чорного кольору. Очі червонувато-коричневі. Ноги темно-сірі.

## Спосіб життя
Птах живиться літаючими комахами. Розмножується в сухій піщаній відкритій місцевості. Гнізда облаштовує у норах, які викопує у піщаних ярах, урвищах. Нори сягають до 1 м завдовжки. Гніздиться колоніями. У кладці 6-7 яєць.